# Ейбел Кей
Ейбел Кей (англ. Abel Kay; 7 березня 1911 — 26 вересня 2004) — колишній австралійський тенісист.
Найвищим досягненням на турнірах Великого шолома був фінал в змішаному парному розряді.
Завершив кар'єру 1947 року.

## Фінали турнірів Великого шолома

### Мікст (1 поразка)
| Результат | Рік  | Турнір              | Покриття | Партнер  | Суперники                     | Рахунок  |
| --------- | ---- | ------------------- | -------- | -------- | ----------------------------- | -------- |
| Поразка   | 1936 | Чемпіонат Австралії | Трава    | Мей Блік | Нелл Голл-Гопман Геррі Гопмен | 2–6, 0–6 |